# ویلیام رید دیک
ویلیام رید دیک (انگلیسی: William Reid Dick; ۱۳ ژانویهٔ ۱۸۷۹ – ۱ اکتبر ۱۹۶۱) مجسمه‌ساز اهل اسکاتلند بود که به خاطر فرم استیلیزهٔ تندیس‌ها و سادگی پرتره‌هایش مشهور است. او سال‌ها عضو آکادمی سلطنتی هنر و از سال ۱۹۳۳ تا ۱۹۳۸ رئیس جامعهٔ سلطنتی تندیسگران بریتانیا بود. جرج پنجم در سال ۱۹۳۵ به او نشان شوالیه داد.

## نگارخانه

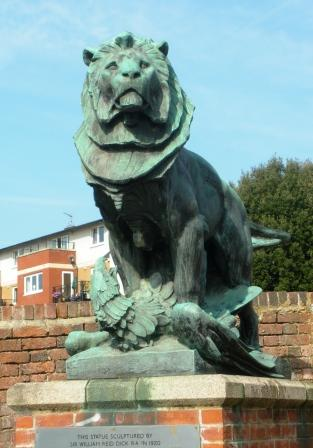
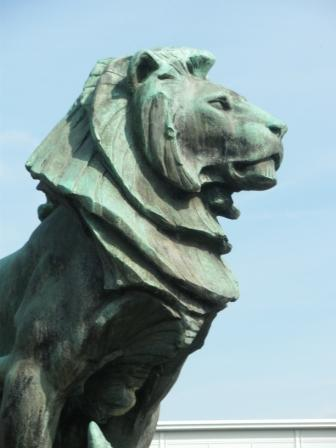
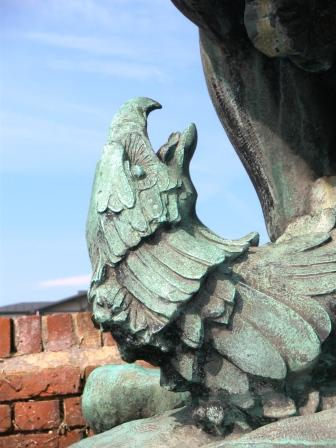
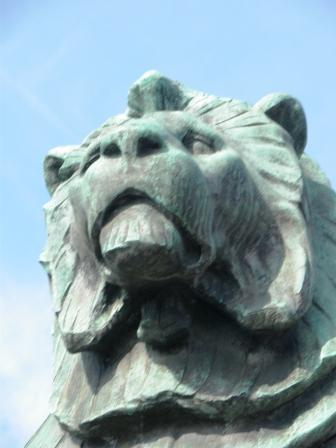
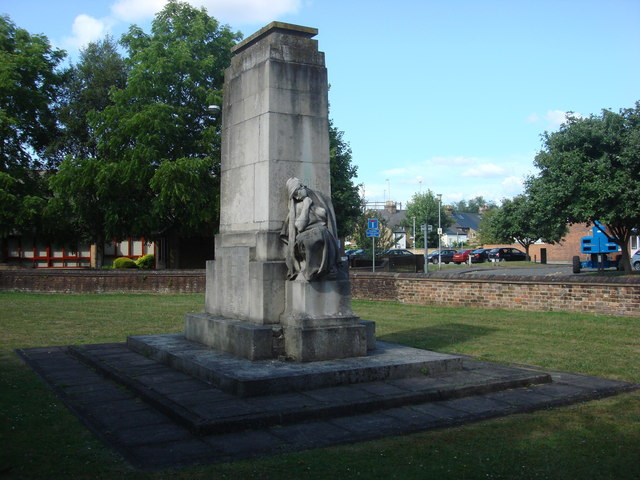
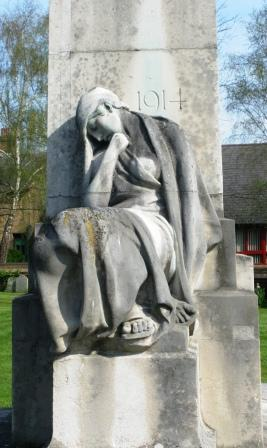